# Bitka pri Wambawu
Bitka pri Wambawu je bila bitka v ameriški revolucionarni vojni, ki se je zgodila 24. februarja 1782 blizu Charlestona v Južni Karolini.

## Ozadje
Januarja 1782 je bil brigadni general Francis Marion izvoljen v Generalno skupščino Južne Karoline in je zasedel svoj sedež, poveljstvo nad milicami pa je prepustil podpolkovniku Petru Horryju, ki je vodil može, da so postavili tabor ob reki Wambaw. Kmalu zatem je Horry zbolel in se vrnil v svoj dom na plantaži, da bi okreval, poveljstvo pa je prepustil majorju Williamu Benisonu.

## Bitka
Lojalistični podpolkovnik Benjamin Thompson je izvedel za tabor domoljubov in načrtoval napad nanj. Zbral je silo približno 700 mož, sestavljeno iz elementov Irskih prostovoljcev, 13. pešpolka, dragoncev majorja Johna Coffina in Neodvisne čete črnskih dragoncev. Thompson je svoje može odpeljal zgodaj zjutraj 23. februarja.
Naslednji dan so patriotski skavti majorju Benisonu poročali, da so videli britanske sile, ki so korakale proti njihovemu položaju, vendar je poročilo zavrnil. Kasneje istega dne so britanske sile napadle tabor in prisilile milico, da se je umaknila čez reko čez greben Wambaw. Patriotske sile so poskušale zavzeti položaj na višje ležečem območju čez reko, vendar so se bile prisiljene umakniti tudi od tam. Thompson je napad preklical zvečer. Major William Benison je bil ubit v bitki.